# Xingren (köpinghuvudort i Kina, Jiangsu Sheng, lat 32,06, long 120,94)
Xingren är en köpinghuvudort i Kina. Den ligger i provinsen Jiangsu, i den östra delen av landet, omkring 200 kilometer öster om provinshuvudstaden Nanjing. Antalet invånare är 45 465. Befolkningen består av 23 450 kvinnor och 22 015 män. Barn under 15 år utgör 9,0 %, vuxna 15-64 år 73 %, och äldre över 65 år 16,0 %.
Runt Xingren är det tätbefolkat, med 709 invånare per kvadratkilometer. Närmaste större samhälle är Nantong, 7,2 km sydväst om Xingren. Trakten runt Xingren består till största delen av jordbruksmark.
Genomsnittlig årsnederbörd är 1 284 millimeter. Den regnigaste månaden är juli, med i genomsnitt 239 mm nederbörd, och den torraste är januari, med 34 mm nederbörd.